# Лина
Лина је скраћени облика женског имена Ангелина или Каролина, које води порекло из латинског језика (лат. Carolus).

## Сродна имена
Карола (мађ. Karola), Карла (мађ. Karla), Карлота (мађ. Karlotta), Каролина (мађ. Karolina) .

## Имендани
- 23. септембар.
- 4. новембар.

## Варијације
-,
-.
- На грчком и немачком језику значи анђео.
- На латинском и италијанском језику значи светлост, када се дода на крају имена означава особу која је зрачи светлошћу.
- На афричком и арапском језику значи нежно, крхко а такође и палмица.
- На холандском значи чиста.
- На шведском значи пуна снаге.
- На кинеском језику значи лепа.

## Познате личности
- Лина (певачица)